# Букка II
Букка (Буккарая) II (*д/н —1406) — магараджахіраджа (цар царів) держави Віджаянагар у 1405–1406 роках.

## Життєпис
Син Харіхари II. У 1404 році після смерті останнього владу перебрав брат Букки — Вірупакшарая I. Але невдовзі проти нього виступив інший брат Деварая. Також повстав Букка. Зрештою через декілька місяців 1405 року Вірупакшараю I було повалено й владу перебрав Букка II. Але боротьба тривала з іншим братом — Девараєю. 1406 року Букка II зазнав поразки і загинув. Трон перейшов до Девараї.